# 格倫·奈
格倫·奈（Glenn Nye；1974年9月9日—）是美國的一位政治人物。在2009年至2011年期間，他是維吉尼亞州第2選舉區選出的美國眾議院議員。他的黨籍是民主黨。格倫·奈出生在賓西法尼亞州費城。